# Martiguesia
Martiguesia es un género de foraminífero bentónico de la familia Spirocyclinidae, de la superfamilia Loftusioidea, del suborden Loftusiina y del orden Loftusiida. Su especie tipo es Martiguesia cyclamminiformis. Su rango cronoestratigráfico abarca el Santoniense (Cretácico superior).

## Discusión
Clasificaciones previas incluían Martiguesia en el suborden Textulariina del orden Textulariida o en el orden Lituolida.

## Clasificación
Martiguesia incluye a la siguiente especie:
- Martiguesia cyclamminiformis †